# Moorea
Moorea (Mo´orea na língua taitiana normalizada) é uma ilha vulcânica das ilhas da Sociedade na Polinésia Francesa. Apenas a 17 km a noroeste de Taiti é denominada por vezes como "a ilha irmã".
O nome de Moorea quer dizer 'lagarto dourado'. Uma lenda explica que um lagarto gigante partiu com a cauda as duas baías ao norte. Estas baías são as de Opunohu e a de Cook ou Paopao. Curiosamente James Cook, em 1777, ancorou na baía de Opunohu e não na de Paopao. O miradouro de Belvedere (ou Roto Nui) é um ponto de atracção com esplêndidas vistas para ambas as baías.
O nome histórico é Aimeho, ou Eimeo, que quer dizer 'refúgio'. A proximidade com Tahití faia que se utilizasse como refúgio para os guerreiros derrotados. Um exilado foi o rei Pomare II que em 1808 se instalou durante sete anos depois da revolta provocada ao tentar estabelecer um reino absolutista. Hoje em dia continua a ser um refúgio de fim-de-semana para os que querem fugir da capital Papeete.

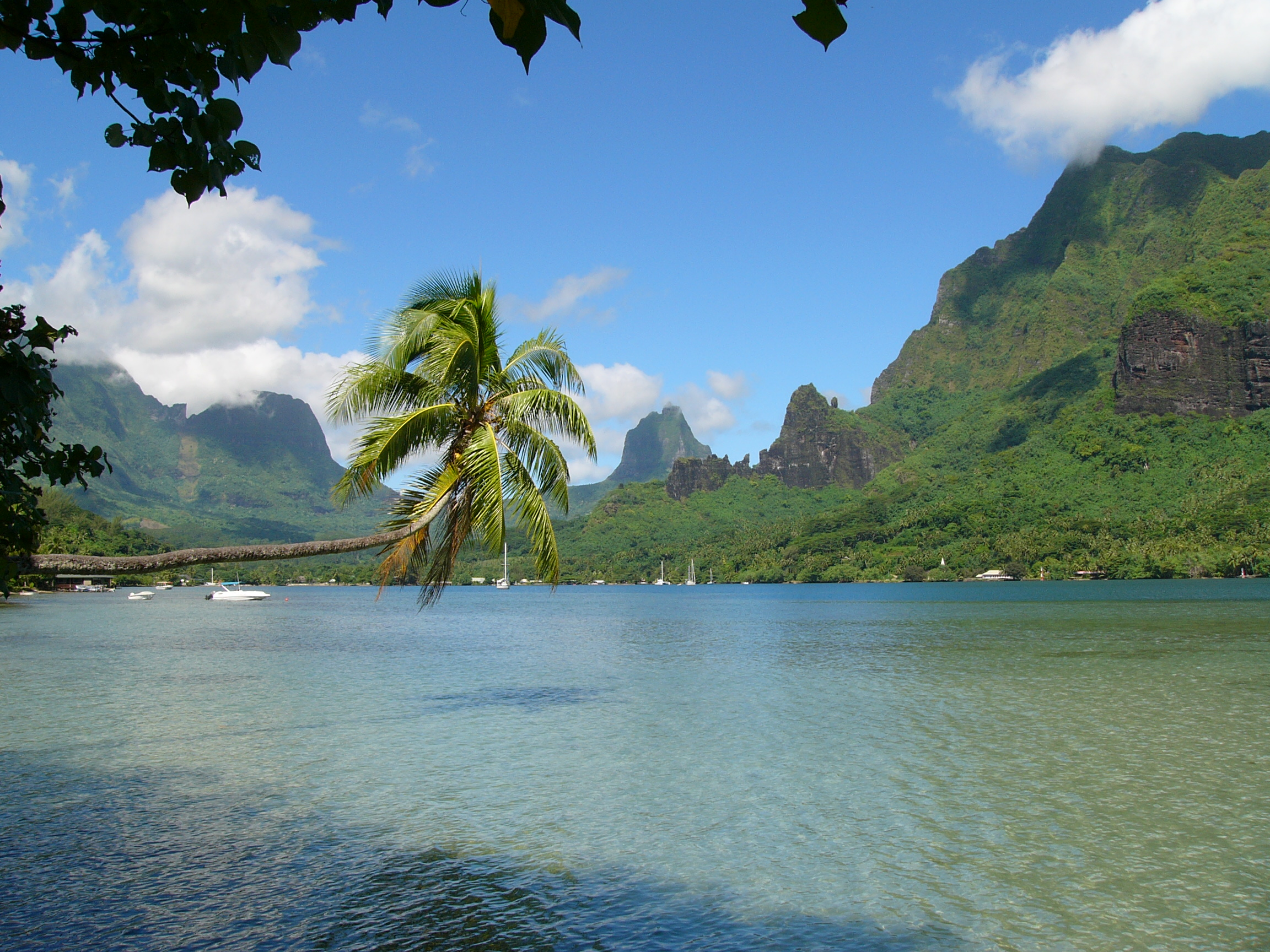
Baía de Cook em Moorea.

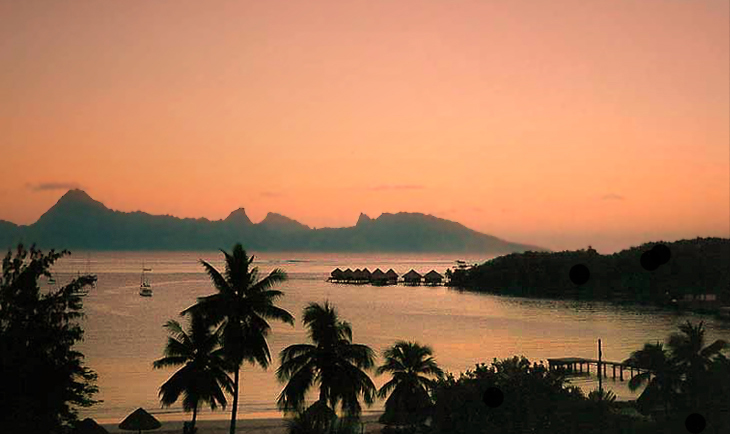
Vista de Moorea a poente de Taiti.

Para Samuel Wallis (1767) foi a ilha de York, e para o espanhol Domingo Boenechea (1772) a ilha de Santo Domingo.
A área total é de 133,5 km², e a altitude máxima é de 1207 m no Monte Tohiea. A ilha tem um perfil montanhoso, com as vertentes cobertas de plantações de ananás, abacates e toranjas. Além das duas grande baías, tem oito vales que formam uma estrela. Outra lenda diz que a ilha é um polvo. Ao redor está rodeada por uma lagoa com praias de areia.
Este perfil rochoso e escarpado, presente constantemente a oeste de Taiti, levou a que o escritor norte-americano William Somerset Maugham, no livro The Moon and Sixpence (1919), a descrevesse como uma Montserrat do Pacífico.
Juntamente com Maiao forma a comuna de Moorea-Maiao com 14550 habitantes.